# Playa de Carril
La Praia de Carril (también conocida como playa de la Fontoura) es una de las playas que pertenecen a la ciudad de Vigo. Está situada en la parroquia de Alcabre. Es una de las playas de Vigo que cuenta con Bandera Azul.

## Características
Playa semiurbana localizada al este de la ciudad de Vigo que junto a la anterior playa de Santa Baia, conforman las playas de Alcabre, sumando entre las dos más de 500 metros y separadas por un pequeño promontorio rocoso. Sus arenas se depositan en el fondo de la ensenada, mientras que el resto está ocupado por limos y fangos. La parte trasera de la playa está bordeada por un paseo litoral y abundante vegetación.

## Servicios
Rampas de acceso, papeleras, duchas, servicios de limpieza.

## Accesos
Acceso rodado muy fácil a través de la avenida Atlántida en dirección a la iglesia parroquial y al edificio de la Asociación de Vecinos Nosa Terra de Alcabre. Aparcamiento que da servicio a las dos playas de Alcabre. Acceso a la arena por rampas.
Los autobuses urbanos de Vitrasa que prestan servicios a esta playa son las siguientes líneas: L10, L15B y L15C.

## Otros
Desde la playa se observa, a la derecha, el próximo puerto de Bouzas. El topónimo de "Carril" procede de las huellas que en otros tiempos dejaban los carros que transportaban las algas.